# Leptoseris hawaiiensis
Espèce
Statut de conservation UICN

 LC  : Préoccupation mineure
Statut CITES
Leptoseris hawaiiensis est une espèce de coraux appartenant à la famille des Agariciidae.

## Habitat et répartition
Corail vivant habituellement entre 30 et 40 mètres de profondeur, Leptoseris hawaiiensis a été retrouvé en 2019 lors d'une plongée à 172 mètres de profondeur dans les îles Gambier en Polynésie française par Ghislain Bardout – lors de l'expédition Under The Pole III – permettant d'émettre l'hypothèse que certains coraux pourraient trouver un habitat de sauvegarde plus profondément, dans des eaux plus froides, d'où ils pourraient constituer une réserve de repeuplement pour des coraux mésophotiques habituellement.